# Movimiento YoSoy17
El Movimiento YoSoy17, Yo Soy 17, #YoSoy17 o #YoSoyMédico17 es un movimiento social surgido en México en el año 2014. El movimiento comenzó a raíz de la orden de aprehensión a 16 profesionales de la salud del Hospital del Centro Médico de Occidente perteneciente al IMSS, en el Estado de Jalisco, que dictaminó un juez tras una demanda por la  defunción de un joven de 15 años en enero de 2010. Iniciado por David Sánchez, Julio Bueno, Carlos Moreno.

## Antecedentes
El 15 de noviembre de 2009, Roberto... Rodríguez, de 15 años de edad, ingresó en el Hospital del Centro Médico de Occidente perteneciente al IMSS, en el Estado de Jalisco, procedente de una unidad de la Cruz Verde, tras presentar una crisis asmática.  Ese mismo año, en México se encontraba la epidemia de influenza A-H1N1 y se sospechó que el menor presentaba dicha enfermedad, por lo que se hicieron pruebas para descartar la posibilidad. El padre afirmó que le fueron perforados ambos pulmones al joven y que fue sometido a 7 laparotomías exploratorias. Después de una estancia de 55 días en el hospital, el menor falleció y el certificado de defunción expedido por el IMSS determinó como causa sepsis intestinal, sin precisar el origen de la misma; por lo que el padre solicitó una autopsia externa y el Servicio Médico Forense concluyó que la defunción fue debida a una tuberculosis intestinal.
Después de cuatro años de proceso judicial, el 20 de mayo de 2014, el Juez Tercero del Distrito de Procesos Penales Federales emitió 16 órdenes de detención por homicidio culposo derivado de negligencia médica y auto de formal prisión, en contra del equipo de médicos involucrados en el caso. Compañeros de los médicos inculpados del IMSS iniciaron un movimiento social el 11 de junio de 2014 como muestra de la indignación ante la magnitud y precedente que desencadenó la decisión judicial sobre los 16 médicos.

## Manifestaciones

### Marchas del 22 de junio
El 22 de junio se llevaron a cabo marchas en 63 ciudades de México como manifestación hacia la manera en que fue manejada la información y la privacidad de las personas involucradas. Las ciudades mexicanas donde se registraron marchas fueron:
| - Acapulco, Guerrero - Aguascalientes, Aguascalientes - Cancún, Quintana Roo - Campeche, Campeche - Celaya, Guanajuato - Coatzacoalcos, Veracruz - Colima, Colima - Cozumel, Quintana Roo - Ciudad Acuña, Coahuila - Ciudad Guaymas, Sonora - Ciudad Guzmán, Jalisco - Ciudad Juárez, Chihuahua - Ciudad Obregón, Sonora - Ciudad Victoria, Tamaulipas - Ciudad Valles, San Luis Potosí - Cuernavaca, Morelos - Culiacán, Sinaloa - Chetumal, Quintana Roo - Chihuahua, Chihuahua - Chilpancingo, Guerrero - Durango, Durango - Guasave, Sinaloa | - Guadalajara, Jalisco - Hermosillo, Sonora - Hidalgo del Parral, Chihuahua - Huejutla, Hidalgo - Irapuato, Guanajuato - La Paz, Baja California Sur - La Piedad, Michoacán - Lázaro Cárdenas, Michoacán - León, Guanajuato - Los Cabos, Baja California Sur - Los Mochis, Sinaloa - Mazatlán, Sinaloa - Mérida, Yucatán - México D. F. - Monclova, Coahuila - Monterrey, Nuevo León - Morelia, Michoacán - Moroleón, Guanajuato - Oaxaca, Oaxaca - Orizaba, Veracruz - Pachuca de Soto, Hidalgo - Piedras Negras, Coahuila | - Puebla, Puebla - Puerto Vallarta y Bahía de las Banderas, Nayarit - Querétaro, Querétaro - Reynosa, Tamaulipas - Saltillo, Coahuila - San Luis Potosí, San Luis Potosí - Tampico, Tamaulipas - Tapachula, Chiapas - Tepic, Nayarit - Tijuana, Baja California - Toluca, Estado de México - Torreón, Coahuila - Tlaxcala, Tlaxcala - Tuxtla Gutiérrez, Chiapas - Villahermosa, Tabasco - Veracruz, Veracruz - Xalapa, Veracruz - Zacatecas, Zacatecas - Zamora, Michoacán |